# Коллин (департамент)
Колли́н (фр. Collines) — департамент Бенина, выделенный в 1999 году из состава департамента Зу. Административный центр — город Даса-Зуме.

## География
Граничит на западе с Того, на востоке — с Нигерией, на севере — с департаментами Боргу и Донга, на юге — с департаментами Зу и Плато.

## История
В доколониальный период на территории департамента существовало множество африканских вождеств и королевств, считая Королевство Савалу, вождество Дасса и королевство Саве.

## Административное деление

Коммуны департамента Коллин.

Включает 6 коммун:
- Банте (фр. Bantè)
- Глазуэ (фр. Glazoué)
- Дасса-Зуме (фр. Dassa-Zoumè)
- Савалу (фр. Savalou)
- Саве (фр. Savè)
- Весе (фр. Ouèssè)